# Mathaba
La Mathaba (également orthographiée Mathabat) ou Mathaba International (Mathaba signifiant camp de base) était une organisation créée en 1980 par Mouammar Kadhafi, dirigeant de la Jamahiriya arabe libyenne. La Mathaba était placé sous la responsabilité de Moussa Koussa, chef des services de sécurité extérieure du régime de Kadhafi et l'un des principaux animateurs des Comités révolutionnaires de la Jamahiriya.
Officiellement présentées comme des « Centres libyens anti-impérialistes », les représentations locales de la Mathaba avaient pour fonction pour prospecter dans les zones de tensions, notamment en Afrique, afin d'y déceler et soutenir des alliés potentiels locaux du régime libyen. Organisation décrite comme « budgétivore », la Mathaba est décrite comme la plupart des « opérations subversives et terroristes » du régime libyen. Établies à l'international, les Mathabas regroupaient une mosaïque d'organisations, aux buts officiels variés, révolutionnaires, « pacifistes », « anticolonialistes », et tiers-mondistes.
Les Mathabas offraient des stages de formation à la guérilla et aux techniques terroristes à plusieurs mouvements, africains ou non et avaient pour but d'exporter la troisième théorie universelle, doctrine personnelle de Kadhafi exposée dans son Livre vert. L'organisation a été dissoute en 1992. Son nom a ensuite été utilisé par Mathaba News Agency (en), une agence d'information liée au régime libyen, fondée en 1999.